# Abiei

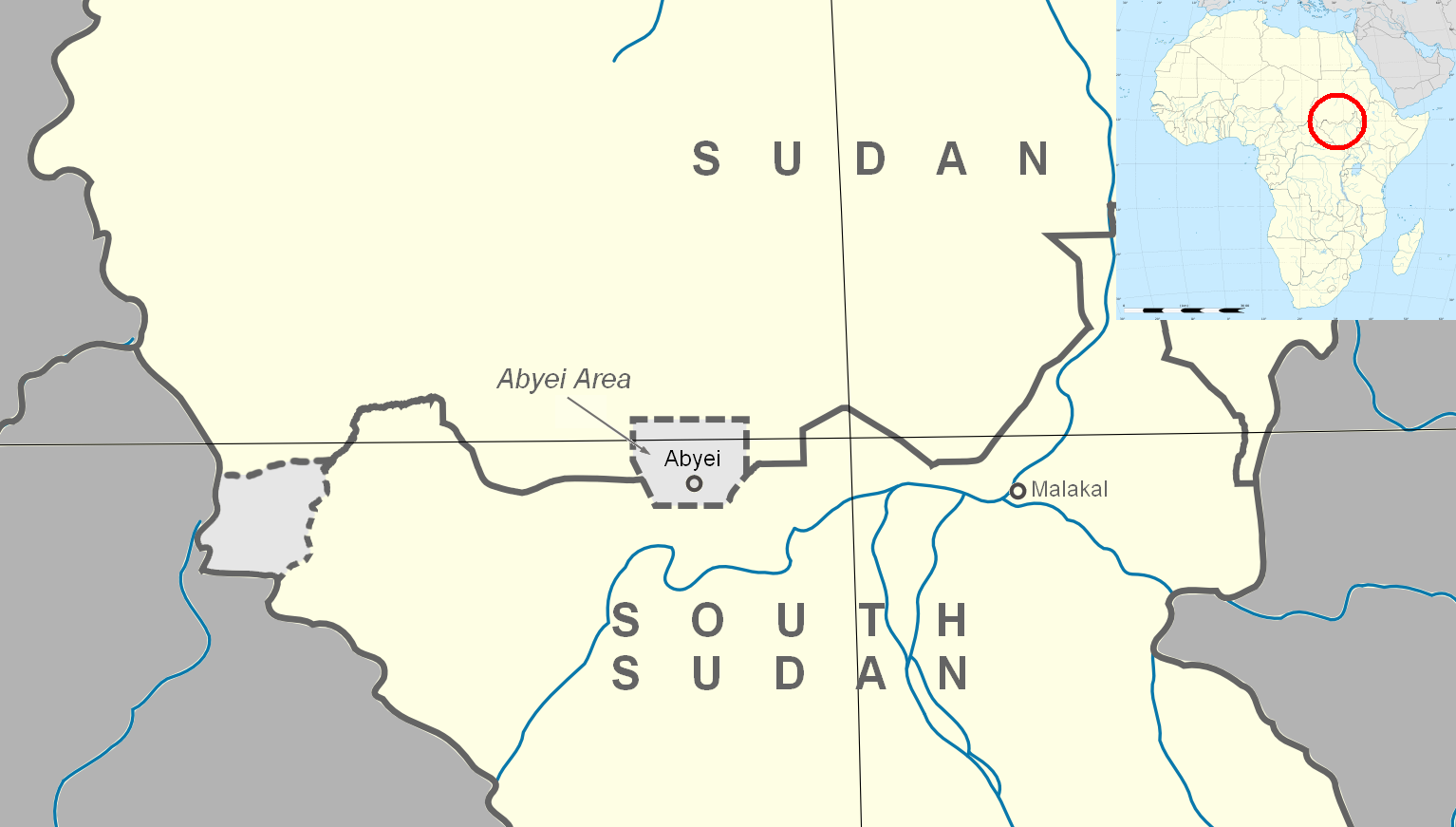
Traçado da fronteira entre Sudão e Sudão do Sul, por definir na região de Abiei

Localização do distrito no estado do Cordofão Ocidental

A área de Abiei, ou Abyei, é um território de 10.546 km² na fronteira entre o Sudão do Sul e o Sudão que recebeu "status administrativo especial" pelo Protocolo de 2004 sobre a Resolução do Conflito de Abiei (Protocolo de Abiei) no Acordo de Paz Abrangente que pôs fim à Segunda Guerra Civil Sudanesa. A capital da área de Abiei é a cidade de Abiei. Nos termos do Protocolo de Abiei, a Área de Abiei é considerada, a título provisório, simultaneamente parte da República do Sudão do Sul e da República do Sudão, efetivamente um condomínio. Anteriormente, Abiei foi um dos oito distritos do estado sudanês do Cordofão do Sul e, até 16 de agosto de 2005 pertenceu ao estado do Cordofão Ocidental.
A cidade de Abiei foi quase completamente destruída em maio de 2008, quando as tensões entre o Exército Popular de Libertação do Sudão (pertencente ao Sudão do Sul) e as Forças Armadas do Sudão se extremaram entre as duas facções, após a nomeação de um novo dirigente pelo Governo do Sul do Sudão, que não foi aprovado por todos os membros da etnia Messiria.  Cerca de 50.000 moradores de Abiei, a maioria da etnia Dinca, teve que fugir da cidade e ir para Agok. Desde a assinatura do Protocolo de Abiei e a reconstrução de estradas para o regresso dos refugiados, muita da cidade tem sido reconstruída.
Em janeiro de 2011, a área realizou um plebiscito, tal como o Sul do Sudão, votando pela independência em relação ao Sudão. Porém, existem receios de que a região se torne um novo Darfur, já que as fronteiras entre Sudão e Sudão do Sul não se encontram delimitadas na região de Abiei.